# Berillium
A berillium (nyelvújítási nevén: édeny) a periódusos rendszer egyik kémiai eleme. Vegyjele Be, rendszáma 4. A II. főcsoportba, az alkáliföldfémek közé tartozik. Mivel a csillagokban szintetizálódó berillium rövid életű, ezért az univerzumban, és a földkéregben is ritka elem. Két vegyértékű elem, a természetben csak ásványokban, más elemekkel vegyülve fordul elő. A jelentősebb berilliumtartalmú drágakövek a berill (akvamarin és smaragd), illetve a krizoberill. Elemi állapotában szürkés színű, kis fajsúlyú, igen kemény, rideg fém.
Alumíniummal, kobalttal, rézzel, vassal és nikkellel ötvözve növeli azok keménységét, és korrózióállóságát. A szerkezeti alkalmazásokat tekintve nagy hajlítómerevség, hőstabilitás és hővezetőképesség, illetve kis sűrűség (1,85-szor sűrűbb, mint a víz) jellemzi, mely tulajdonságai miatt a berillium jó minőségű alapanyag az űr- és repülőgépipar számára: nagy sebességű repülőgépek, rakéták, űrhajók és kommunikációs műholdak gyártásához használják. Kis sűrűsége és atomtömege miatt a berillium kellőképpen áthatolható a röntgen- és más ionizáló sugárzások számára, ezért a röntgenberendezésekben és a részecskefizikai kísérletek során ez a leggyakrabban alkalmazott ablakanyag. A berillium és berillium-oxid jó hővezető képessége miatt ezen anyagokat hőelvezetési célokra (hőcserélő, hűtőborda) is alkalmazzák.
A berillium kereskedelmi felhasználása technikai kihívásokba ütközik, amiatt, hogy a berilliumtartalmú porok (különösen belélegezve) mérgezőek. A berillium a szövetekre maró hatású; egyes emberekben krónikus, életveszélyes allergiás betegséget, úgynevezett berilliózist (CBD) válthat ki. Jelenlegi ismeretek szerint a berillium sem a növényi, sem az állati élethez nem szükséges.

## Jellemzői

### Fizikai tulajdonságai
A berillium acélszürke színű, kemény fém; szobahőmérsékleten rideg, kristályszerkezete hexagonális szoros illeszkedésű. Kiemelkedően magas a hajlítómerevsége (rugalmassági modulusa 287 GPa); olvadáspontja (1277 °C) és forráspontja (2970 °C) a legmagasabb az alkáliföldfémek között. A rugalmassági modulusa körülbelül másfélszerese az acélénak (210 GPa). A magas modulus, és az alacsony sűrűség kombinációjaként a hang terjedési sebessége a berilliumban szokatlanul nagy, 12,9 km/s normál körülmények között. További jelentős tulajdonságai közé tartozik a nagy fajhő (1925 J/(kg·K)) és hővezetési tényező (216 W/(m·K)), melyek a berilliumot egységnyi tömegre vetítve a legjobb hőleadási karakterisztikájú fémmé teszik. Ez a viszonylag alacsony lineáris hőtágulási együtthatóval párosulva (11,4 ·10−6 K–1) egyedülálló stabilitást biztosít a berillium számára a hőterheléssel szemben.

### Nukleáris tulajdonságai
A természetes berillium – eltekintve a csekély kozmogenikus radioizotóp-szennyeződéstől – lényegében berillium-9, melynek magspinje 3/2−. A berilliumnak nagy a szórási keresztmetszete a nagy energiájú neutronokkal szemben: ~0,01 MeV energia felett mintegy 6 barn. Emiatt neutron-reflektorként és neutronmoderátorként viselkedik, hatékonyan lassítja le a neutronokat a 0,03 eV alatti termikusenergia-tartományba, ahol a teljes hatáskeresztmetszete már legalább egy nagyságrenddel kisebb; a pontos érték erősen függ az anyagban lévő krisztallitok tisztaságától és méretétől.
A berillium egyetlen primordiális izotópja (9Be) 1,9 MeV neutron energia felett (n, 2n) neutronreakción megy keresztül, és belőle 8Be keletkezik, mely szinte azonnal két alfa-részecskére bomlik. Így a nagy energiájú neutronokkal szemben a berillium neutron-sokszorozó, azaz több neutront szabadít fel, mint amennyit elnyel. A magreakció egyenlete:
{\displaystyle {}_{4}^{9}\mathrm {Be} _{\ }^{\ }+\ \mathrm {n} \ \rightarrow \ 2\left({}_{2}^{4}\mathrm {He} _{\ }^{\ }\right)\ +\ 2\ \mathrm {n} }
Ha a berillium atommagokat nagy energiájú alfa-részecskék találják el, neutronok szabadulnak fel:
{\displaystyle {}_{4}^{9}\mathrm {Be} _{\ }^{\ }+\ {}_{2}^{4}\mathrm {He} _{\ }^{\ }\rightarrow \ {}_{6}^{12}\mathrm {C} _{\ }^{\ }+\ \mathrm {n} }
A reakció során szén-12 keletkezik.
A berilliumban gamma-sugárzás hatására is szabadul fel neutron. Így a megfelelő radioizotópból származó alfa- vagy gamma-sugárzással bombázott természetes berillium a laboratóriumokban a szabad neutronok előállítására használt magreakción alapuló radioizotópos neutronforrások kulcseleme. A berilliumfém átlátszó a röntgen- és gamma-sugárzás hullámhossztartományában, így röntgencsövek és más hasonló készülékek kimeneti ablakaként használható.

### Izotópjai és nukleoszintézise
A berillium stabil és instabil izotópjai egyaránt létrejönnek a csillagokban, de ezek nem tartanak sokáig. A jelenlegi vélekedés szerint, az univerzumban található stabil berillium legnagyobb része eredetileg a csillagközi anyagban jött létre, amikor a csillagközi gázban és porban található nehezebb elemek a kozmikus sugárzás hatására maghasadást szenvedtek. A berilliumnak egyetlen stabil izotópja van, a 9Be.

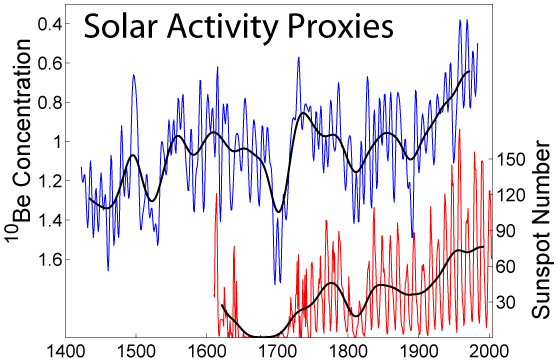
Naptevékenységet mutató diagram, feltüntetve a napfoltok számát (piros) és a ^{10}Be koncentrációt (kék). Vegyük észre, hogy a berillium skála invertált, azaz a skálán való emelkedés csökkenő ^{10}Be szintet jelent

A radioaktív, kozmogén 10Be a Föld légkörében keletkezik, az oxigén és nitrogén kozmikus sugárzás okozta spallációja (elhasítása) révén. Mivel a berillium 5,5 -ös pH érték alatt általában oldott formában van jelen, és az esővíz pH értéke 5-nél kisebb; ezért kimosódik a légkörből és lejut a földfelszínre. Itt a berillium-10 kicsapódik az esővízből, és a talaj felszínén gyülemlik fel, ahol a viszonylag hosszú felezési ideje (1,5 millió év) miatt sokáig megtalálható, mielőtt bór-10-zé bomlik. Emiatt a berillium-10 izotópot és bomlástermékeit a talajerózió; a málladékból történő talajképződés; a laterit talaj kialakulás; és a naptevékenység változás tanulmányozásakor; illetve a jégmagok kormeghatározásakor használják. A 10Be keletkezése fordítottan arányos a naptevékenységgel, ugyanis a magas intenzitású időszakok alatt a fokozott napszél csökkenti a Földet elérő galaktikus, kozmikus sugarak fluxusát. Nukleáris robbantások során is keletkezik 10Be: a gyors neutronok reakcióba lépnek a levegő szén-dioxidjában lévő 13C izotópokkal. Így ez az egyik indikátora a múltbéli tevékenységeknek az atomfegyver-tesztelési helyszíneken.
A 7Be izotóp (felezési ideje 53 nap) is kozmogenikus, és a 10Be izotóphoz hasonlóan a napfoltokhoz kapcsolható légköri előfordulást mutat.

A berillium elektronszerkezete

A berillium-8 felezési ideje nagyon rövid: 7 ×10−17 s; mely hozzájárul jelentős kozmológiai szerepéhez, nevezetesen, hogy az ősrobbanás során magfúzióval nem jöhettek létre a berilliumnál nehezebb elemek. Ennek az az oka, hogy az ősrobbanás nukleoszintézis fázisában nem volt elég idő arra, hogy a 4He atommagok és az igen kis koncentrációban jelen lévő 8Be izotópok szénné egyesülhessenek. Sir Fred Hoyle brit csillagász mutatta meg először, hogy a 8Be és a 12C magenergia szintjei lehetővé teszik szén keletkezését a hélium-fűtőanyagú csillagokban, az úgynevezett háromalfa-ciklus során, melyben több idő áll rendelkezésre. A csillagok által létrehozott szén (a szén-alapú élet alapeleme) tehát alkotórésze az aszimptotikus óriáság csillagai (AGB), és a szupernóvák által kilökött gáznak és pornak.
A berillium legbelső elektronjai bizonyos mértékben részt vehetnek a kémiai kötések kialakításában. Ezért, amikor a 7Be izotóp elektronbefogással bomlik, ez úgy történik, hogy olyan elektronhéjakról fog be elektronokat, melyek potenciálisan kémiai kötést létesíthetnek. Ennek következtében a bomlási sebesség mérhető mértékben függ az elektronszerkezettől – ez ritkán fordul elő a radioaktív bomlások közt.
A berillium legrövidebb életű ismert izotópja a berillium-13, amely neutronemisszió révén bomlik. Felezési ideje 2,7 ·10−21 s. A 6Be izotóp szintén rövid életű: 5 ·10−21 s. Az egzotikus 11Be és 14Be izotópok arról ismertek, hogy nukleonudvarral (halo) rendelkeznek. Ez a jelenség úgy érthető meg, hogy 1, illetve 4 neutron a mag klasszikus Fermi-féle „vízcsepp” modelljénél jóval nagyobb távolságra kering a mag körül.

### Előfordulása

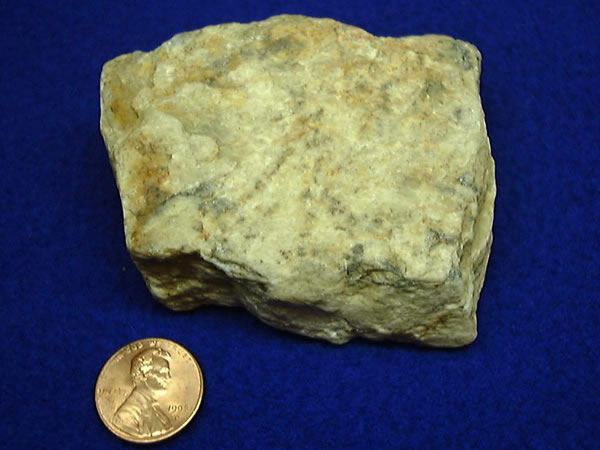
Berilliumérc

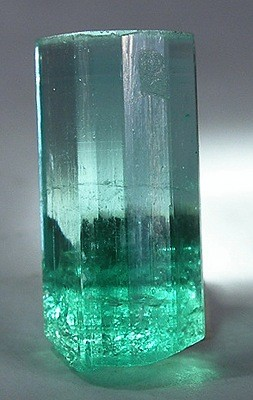
A smaragd természetben előforduló berilliumvegyület

A berillium koncentrációja a földkéregben hozzávetőleg 2-6 ppm; míg a Napban körülbelül 0,1 ppb. A legkoncentráltabban a talajban van jelen (6 ppm); de 0,2 ppt koncentrációban a tengervízben is megtalálható. A 9Be izotóp nyomokban megtalálható a Föld légkörében. A berillium rendkívül ritka a tengervízben, tömegkoncentrációja 0,0006 ppb; ezzel szemben folyóvízben sokkalta gyakoribb: tömegkoncentrációja 0,1 ppb.
A berillium több mint száz ásványban megtalálható, de ezek többsége meglehetősen ritka. A gyakoribb ásványok közé tartozik a bertrandit (Be4Si2O7(OH)2), a berill (Be3Al2Si6O18), a krizoberill (BeOAl2O3), és a fenakit (Be2SiO4). A berill értékes formái közé tartozik az akvamarin, a vörös berill és a smaragd. A berill drágakövek zöld színe a különböző mennyiségű króm szennyezésből származik (a smaragd esetében kb. 2 %).
A berillium két fő érce, a berill és a bertrandit megtalálható Argentínában, Brazíliában, Indiában, Madagaszkáron, Oroszországban és az Egyesült Államokban. A világ összes berilliumtartaléka meghaladja a 400 000 tonnát.

## Előállítása
A berillium kinyerése az őt tartalmazó vegyületekből nehéz és bonyolult folyamat; mert magas hőmérsékleten nagy az affinitása az oxigénhez, illetve azon tulajdonsága miatt, hogy eltávolítva a felületéről a vékony oxidréteget, redukálja a vizet. Az Egyesült Államok, Kína és Kazahsztán az a három ország, ahol a berillium kitermelése ipari méreteket ölt.
A berilliumot leggyakrabban berillből nyerik ki, vagy egy extrakciós-vegyülethez szinterezve; vagy oldható eleggyé olvasztva. A szinterezési folyamat során a berillhez 770 °C-on nátrium-fluoroszilikátot és szódát kevernek; így nátrium-fluoroberillátot, alumínium-oxidot és szilícium-dioxidot alkotva. A berillium-hidroxid ezután a nátrium-fluoroberillát és a nátrium-hidroxid vizes oldatából kicsapódik. Az olvasztásos berillium kinyerési módszer során a berillt porrá őrlik, és 1650 °C-ra hevítik fel. Az olvadékot ezután vízzel gyorsan lehűtik, majd tömény kénsav jelenlétében újrahevítik 250–300 °C-ra; melynek eredményeképpen berillium-szulfát és alumínium-szulfát keletkezik. Vizes ammóniaoldat hozzávezetésével eltávolítható az alumínium és a kén, így végül hátramarad a berillium-hidroxid.
Mindkét folyamat berillium-hidroxidot eredményez; melyet ezután berillium-fluoriddá vagy berillium-kloriddá alakítanak. A berillium-fluorid előállításához a berillium-hidroxidhoz ammónium-hidrogén-fluorid vizes oldatát vezetik hozzá, amely ammónium-tetrafluoroberillát csapadékot képez. Ezt aztán 1000 °C-ra hevítve berillium-fluorid képződik. A fluoridot magnézium jelenlétében 900 °C-ra hevítve végre elkülönül berillium; további 1300 °C-ra való melegítéssel pedig létrejön maga a kompakt fém:
{\displaystyle \mathrm {BeF_{2}+Mg\rightarrow MgF_{2}+Be} \,\!}
A berillium-hidroxid hevítésével oxid keletkezik, amely szénnel és klórral keverve berillium-kloridot képez. A berillium-klorid olvadék elektrolízisével ezután előállítható a fém.

## Kémiai jellemzői
A berillium kémiai viselkedése jellemzően a kis atom- és ionsugár következménye. Emiatt nagyon nagy ionizációs potenciállal bír; illetve a Be2+ ionnak annyira erős a polarizáló hatása, hogy még a legnehezebben polarizálható anionok elektronfelhőit is deformálja, kovalens kötést létesítve velük. A berillium az egyetlen elem a II. főcsoportban, amely nem képez ionos kötést; minden vegyületében kovalens kötéseket képez. Kémiailag leginkább az alumíniumra hasonlít, semmint a periódusos rendszerbeli szomszédjaira; ennek oka a hasonló töltés/sugár arány. A felületén igen vékony védő oxidréteg alakul ki, amely megakadályoz minden további levegővel való reakciót, hacsak nem hevül 1000 °C fölé. Ha már meggyulladt, a berillium ragyogó fénnyel ég, miközben berillium-oxid és berillium-nitrid elegye keletkezik. A berillium jól oldódik nem-oxidáló savakban, mint például sósavban és híg kénsavban; ezzel szemben nem oldódik salétromsavban és vízben: ez utóbbival oxidot képez. Ez a fajta viselkedése hasonló az alumíniuméhoz. A berilliumot az alkálilúgok melegben[forrás?] oldják.
A berilliumatom elektronszerkezete a következő: [He] 2s2. A két vegyértékelektron lehetővé teszi, hogy a berillium oxidációs száma +2 legyen; és ezáltal két kovalens kötést alakíthasson ki. Az egyetlen bizonyíték arra, hogy a berillium alacsonyabb vegyértékű is lehet az, hogy a fém oldódik BeCl2-ban. Az oktettszabály értelmében az atomok minden esetben a 8 elektronos nemesgázszerkezet elérésére törekednek. A berillium a 4-es koordinációs szám elérésére törekszik, mert a két kovalens kötés ennek az oktettnek a felét teszi ki. Ez egyben azt is lehetővé teszi a berillium-vegyületek számára, hogy polimereket alkossanak; mint például a -fluorid vagy a -klorid esetében.
Ezt a tulajdonságát analitikai eljárásokban használják ki, melyeknél ligandumként EDTA-t alkalmaznak. Az EDTA elsősorban oktaéderes komplexeket képez, így más, például Al3+-t köt meg, amely zavarhatja például a Be2+ acetil-acetonnal alkotott komplexének oldószeres kinyerését. A berillium(II) általában könnyen képez komplexeket erős ligandum donorokkal, például foszfin-oxidokkal és arzén-oxidokkal. Ezeket a komplexeket kiterjedt vizsgálatoknak vetették alá, amelyek kimutatták a Be−O kötés stabilitását.[forrás?]
A berilliumsók, például a berillium-szulfát és a berillium-nitrát oldatai savas kémhatásúak a [Be(H2O)4]2+ ion hidrolízise miatt.
{\displaystyle \mathrm {\left[{Be\left(H_{2}O\right)_{4}}\right]^{2+}+\ H_{2}O\ \rightleftharpoons \ \left[{Be\left(H_{2}O\right)_{3}\left(OH\right)}\right]^{+}\ +\ H_{3}O^{+}} }
A hidrolízis egyéb termékei közé tartozik még a [Be3(OH)3(H2O)6]3+ trimer ion. A berillium-hidroxid (Be(OH)2) még 6-os pH alatti savakban sem oldódik. Amfoter tulajdonságú, és erősen lúgos oldatokban oldódik.
A berillium számos nemfémmel biner vegyületeket alkot. Vízmentes halogenidjei ismertek a fluorral, klórral, brómmal és a jóddal. A BeF2 szerkezete a szilícium-dioxidéra hasonlít, csúcs-érintkezésű BeF4 tetraéderekkel. A BeCl2 és a BeBr2 szerkezete láncszerű, él mentén érintkező tetraéderekkel. Gáz fázisban minden berillium-halogenidnek lineáris, monomer molekuláris szerkezete van.
A berillium-difluorid (BeF2) különbözik a többi difluoridtól. Általában véve a berillium sokkal inkább hajlamos kovalens kötés kialakítására, mint a többi alkáliföldfém; fluoridja azonban csak részben kovalens (bár még mindig inkább ionos, mint a többi ionos halogenidje). A BeF2 sok hasonlóságot mutat a SiO2-vel (kvarc); amely nagyrészt kovalens kötéseket tartalmazó atomrácsos, szilárd anyag. A BeF2 tetraéderesen koordinált fém, mely üvegeket alkot (nehéz kikristályosítani). Ha kristályos, a berillium-fluorid kristályszerkezete szobahőmérsékleten azonos a kvarcéval; illetve osztoznak számos magasabb hőmérsékletű kristályszerkezeten is. A berillium-difluorid – a többi alkáliföldfém-fluoridtól eltérően – nagyon jól oldódik vízben (melyek annak ellenére, hogy erősen ionos vegyületek, nem oldódnak, mert a fluorit szerkezetnek különösen nagy a rácsenergiája). Ugyanakkor oldott vagy olvadék állapotban a BeF2 elektromos vezetőképessége sokkal alacsonyabb annál, mint amekkorát várhatnánk, ha teljesen ionos vegyület lenne.
| Rend és rendezetlenség a difluoridokban                                                                      |                                                                             |
| A parallelogram-shaped outline with space-filling diatomic molecules (joined circles) arranged in two layers | cube of 8 yellow atoms with white ones at the holes of the yellow structure |
| Az erős és stabil, ionos fluorit szerkezet; mely például a kalcium-fluoridban is megtalálható                | A berillium üveg rendezetlen szerkezete (két dimenzió, vázlat)              |

A berillium-oxid (BeO) fehér színű, hőálló, szilárd anyag; amelynek wurtzit kristályszerkezete, és olyan jó hővezető képessége van, mint egyes fémeknek. Amfoter anyag. A berillium sóit Be(OH)2 és savak reagáltatásával lehet előállítani. A berillium-szulfid, -szelenid és -tellurid ismert; ezek mindegyikének köbös kristályszerkezete van. A berillium-nitrid (Be3N2) magas olvadáspontú, könnyen hidrolizáló vegyület. Ismert a berillium-azid (BeN6) és a berillium-foszfid (Be3P2), utóbbi szerkezete a berillium-nitridéhez hasonló. A berillium-nitrát és a berillium-acetát alapvetően hasonló tetraéderes szerkezetű: egy központi oxidiont négy berilliumatom vesz körül. Számos berillium-borid ismert, mint például a Be5B, Be4B, Be2B, BeB2, BeB6 és a BeB12. A berillium-karbid (Be2C) hőálló, téglavörös vegyület, amely vízzel reagálva metánt képez.

## Története

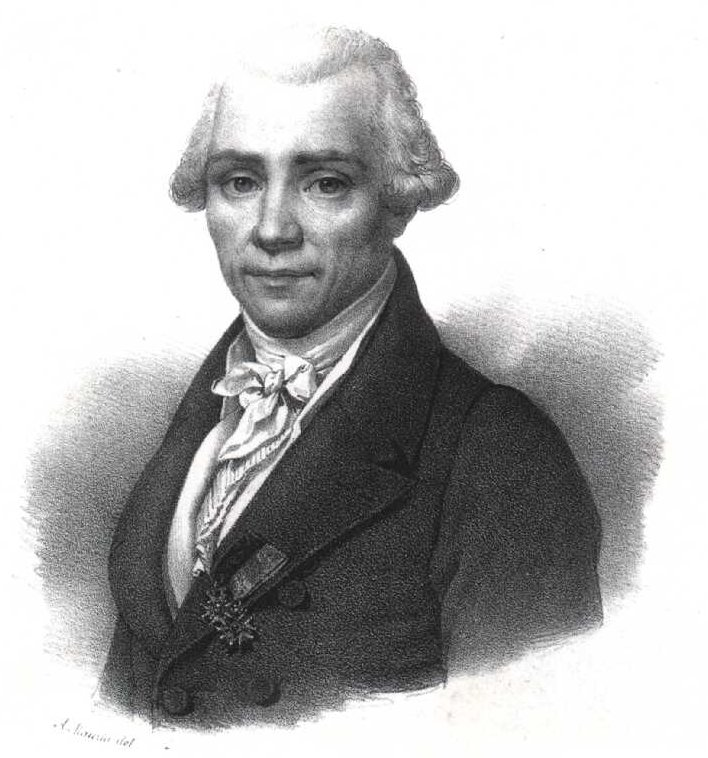
Louis-Nicolas Vauquelin, a berillium felfedezője

A berilliumot tartalmazó berill ásványt már legalább az egyiptomi ptolemaioszi dinasztia óta használják. A Krisztus utáni első században, a római természettudós idősebb Plinius Naturalis Historia című enciklopédiájában megemlíti, hogy a berill és a smaragd (smaragdus) hasonló. A harmadik vagy negyedik században íródott Papyrus Graecus Holmiensis megjegyzéseket tartalmaz arra vonatkozóan, hogy miként kell mesterséges smaragdot és berillt készíteni.
A Martin Heinrich Klaproth, Torbern Olof Bergman, Franz Carl Achard, és Johann Jakob Bindheim által elvégzett, korai smaragd és berill elemzések mindig hasonló elemeket állapítottak meg; ami arra a téves következtetésre vezetett, hogy mindkét anyag az alumínium-szilikátok közé tartozik. René Just Haüy minearológus fedezte fel, hogy geometriailag mindkét kristály azonos, és ezért felkérte a vegyész Louis-Nicolas Vauquelint, hogy kémiai elemzést végezzen.
Vauquelin 1798-ban, az Institut de France előtt felolvasott tanulmányában jelentette be, hogy alumínium-hidroxid smaragdból és berillből való kioldásával új "földet" talált. Az Annales de Chimie et de Physique folyóirat szerkesztői bizonyos vegyületeinek édes íze miatt (a görög γλυχυς (glykys), édes szóból származtatva) glucine-nak nevezték. Magyar elnevezése ebben az időben a glucínium volt. Klaproth ezzel szemben a beryllina nevet preferálta, amiatt, hogy az ittrium is képez édes sókat. A berillium elnevezést először Wöhler használta 1828-ban.

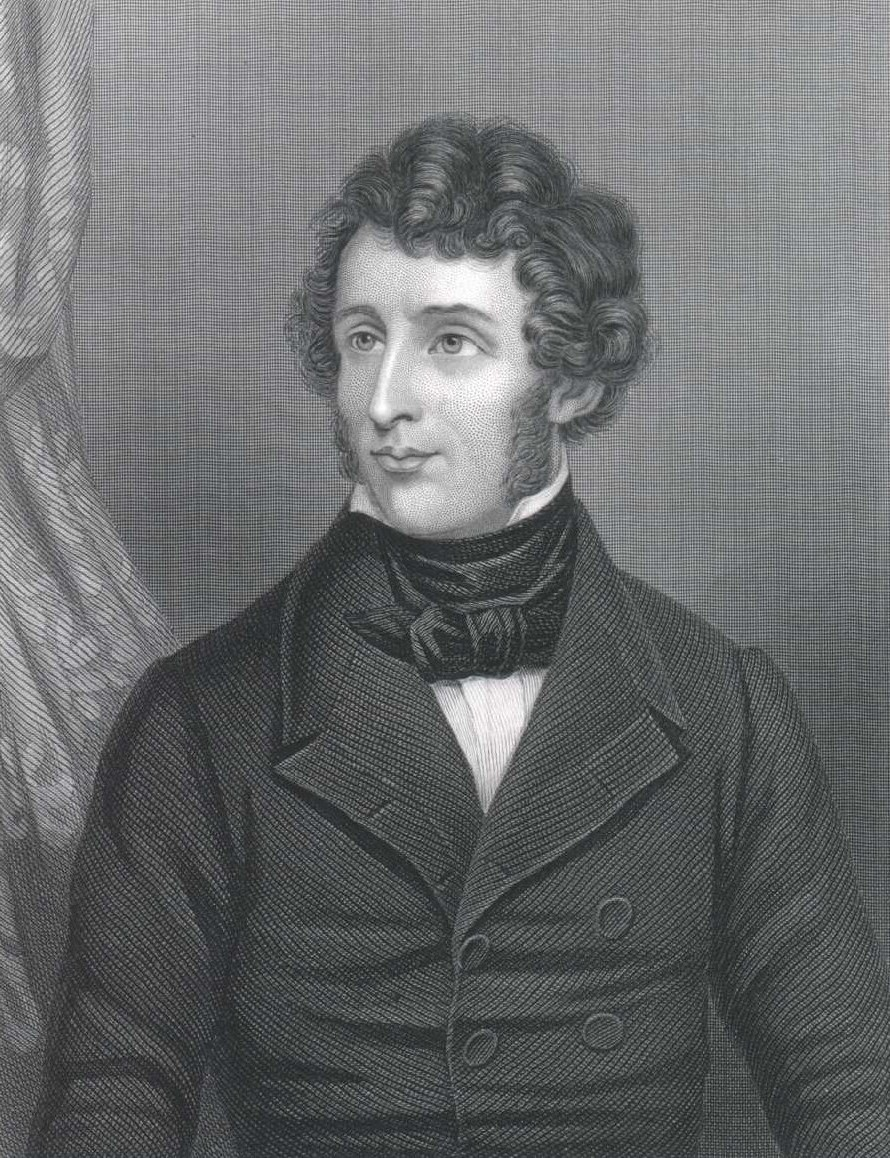
Friedrich Wöhler az egyike volt azoknak, akik egymástól függetlenül először izolálták a berilliumot

Friedrich Wöhler és Antoine Alexandre Brutus Bussy 1828-ban egymástól függetlenül izolálta a berilliumot berillium-klorid és fém kálium kémiai reakciójával:
{\displaystyle \mathrm {BeCl_{2}\ +\ 2\ K\ \rightarrow \ 2\ KCl\ +\ Be} }
Wöhler egy alkoholos lámpa segítségével a berillium-klorid és a kálium váltakozó rétegeit egy platinatégelyben melegítette fel. A fenti reakció azonnal végbement, a tégely pedig fehér izzásig hevült. A kapott szürkésfekete por lehűtése és mosása után azt tapasztalta, hogy a keletkezett finom szemcsék sötét, fémes csillogásúak. A rendkívül reaktív káliumot a 21 évvel korábban felfedezett eljárás szerint a kálium vegyületeinek elektrolízisével állította elő. A káliummal való kémiai reakció csak apró berilliumszemcséket eredményezett, amelyekből nem lehetett további feldolgozásra alkalmas berilliumrudat önteni vagy kovácsolni.
A berillium-fluorid és nátrium-fluorid olvadékelegyének közvetlen elektrolízisét Paul Lebeau végezte el 1898-ban, előállítva ezzel az első tiszta (99,5-99,8 %) berilliummintát. Az első kereskedelmileg is sikeres eljárást a berillium előállítására Alfred Stock és Hans Goldschmidt dolgozta ki 1932-ben. Az ő eljárásuk berillium-fluorid és bárium elegyének elektrolízisét alkalmazta, melynek eredményeképpen olvadt berillium vált ki a vízhűtésű vaskatódon.
James Chadwick 1932-es kísérletében rádium bomlásából származó alfa-részecskékkel bombázott egy berilliummintát; melynek eredményeképpen bebizonyította, hogy a neutron létezik. Ez ugyanaz a módszer, amelyet a radioizotóp-alapú laboratóriumi neutronforrások egyik típusa használ, mintegy 30 neutront állítva elő ezzel minden millió α-részecske után.
A berillium termelése a második világháború alatt gyors növekedésnek indult, mivel megnőtt a kereslet a kemény berillium-réz ötvözetek és a fénycsövekben lévő fényporok után. A legtöbb korai fénycsőben cink-ortoszilikátot és különböző mennyiségű berilliumot alkalmaztak a zöldes fény kibocsátására. Csekély magnézium-volframát hozzáadásával javult a spektrum kék része, így elfogadható fehér fény keletkezett. Miután bebizonyosodott, hogy a berillium mérgező, a berilliumalapú fényporokat leváltották a halofoszfát-alapú fényporok.
A berillium-fluorid és nátrium-fluorid olvadékelegyének elektrolízise a 19. század végéig bevett eljárás volt a berillium izolálására. A fém magas olvadáspontja miatt ez a folyamat azonban több energiát igényel, mint a többi alkálifém előállítása esetében. A berillium-jodid termikus bontása, mint berillium előállító módszer tanulmányozásra került a 20. század elején, egy ehhez hasonló cirkónium-előállító eljárás sikerét követően; de ez a folyamat ipari termelésre nézve gazdaságtalannak bizonyult.
A fémtiszta berillium 1957-ig nem volt könnyen elérhető, még annak ellenére sem, hogy a rézhez adva már régóta keménység-, és szívósságnövelő ötvözőként használták. A berillium előállítható lenne berilliumvegyületek – mint például a berillium-klorid – káliummal vagy nátriummal történő redukciójával. Jelenleg a legtöbb berilliumot a berillium-fluorid tisztított magnézium általi redukciójával termelik. 2001-ben a vákuumöntéssel gyártott berilliumbuga ára az amerikai piacon 745 dollár (167 327 Ft) volt kilogrammonként. 1998 és 2008 között a világ berilliumtermelése 343-ról 200 tonnára csökkent, melyből 176 tonnát (88%) az Egyesült Államok állított elő.

### Etimológia
A berillium szó korai használata számos nyelvre visszavezethető, beleértve a latin beryllus; a francia béry; a görög βήρυλλος, bērullos, beryl; a prakrit veruliya (वॆरुलिय‌); a pāli veḷuriya (वेलुरिय), veḷiru (भेलिरु) vagy a viḷar (भिलर्) – „elsápad” (a sápadt féldrágakőre, a berillre utalva) szavakat. Az eredeti forrása valószínűleg a vaidurya (वैडूर्य) szanszkrit szó, amely dravida eredetű, és a mai modern város, Belur nevéből származtatható. Körülbelül 160 évig a berillium sóinak édes íze miatt (a görög glykys édes szóból) glucinum illetve glucínium néven volt ismert. (Kémiai szimbóluma is "Gl" volt).

## Felhasználása
A becslések szerint a legtöbb berilliumot katonai alkalmazásokban használják fel, emiatt kevés információ hozzáférhető.

### Sugárzási ablak

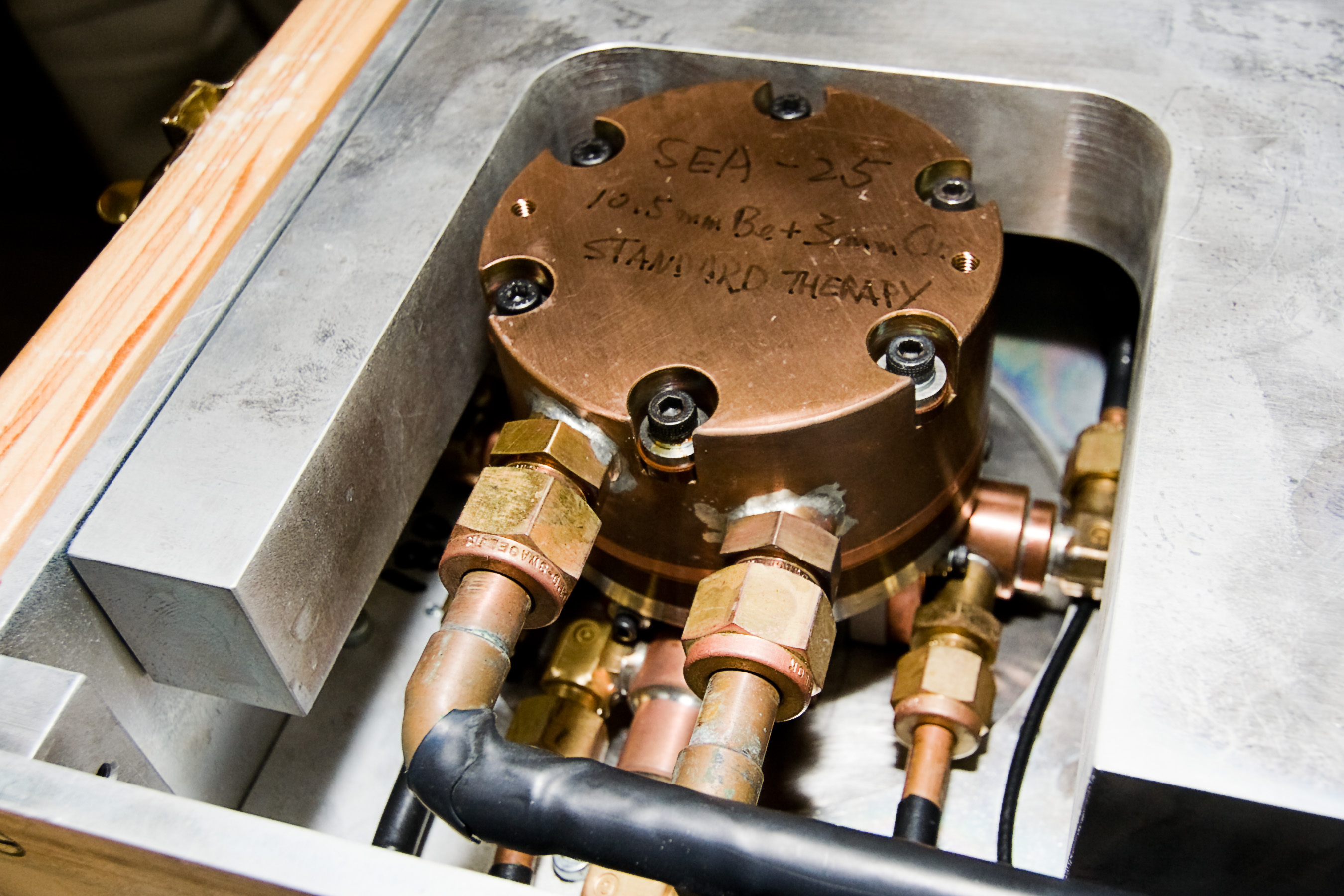
Berillium céltárgy, amely a protonsugarat neutronsugárrá "konvertálja"

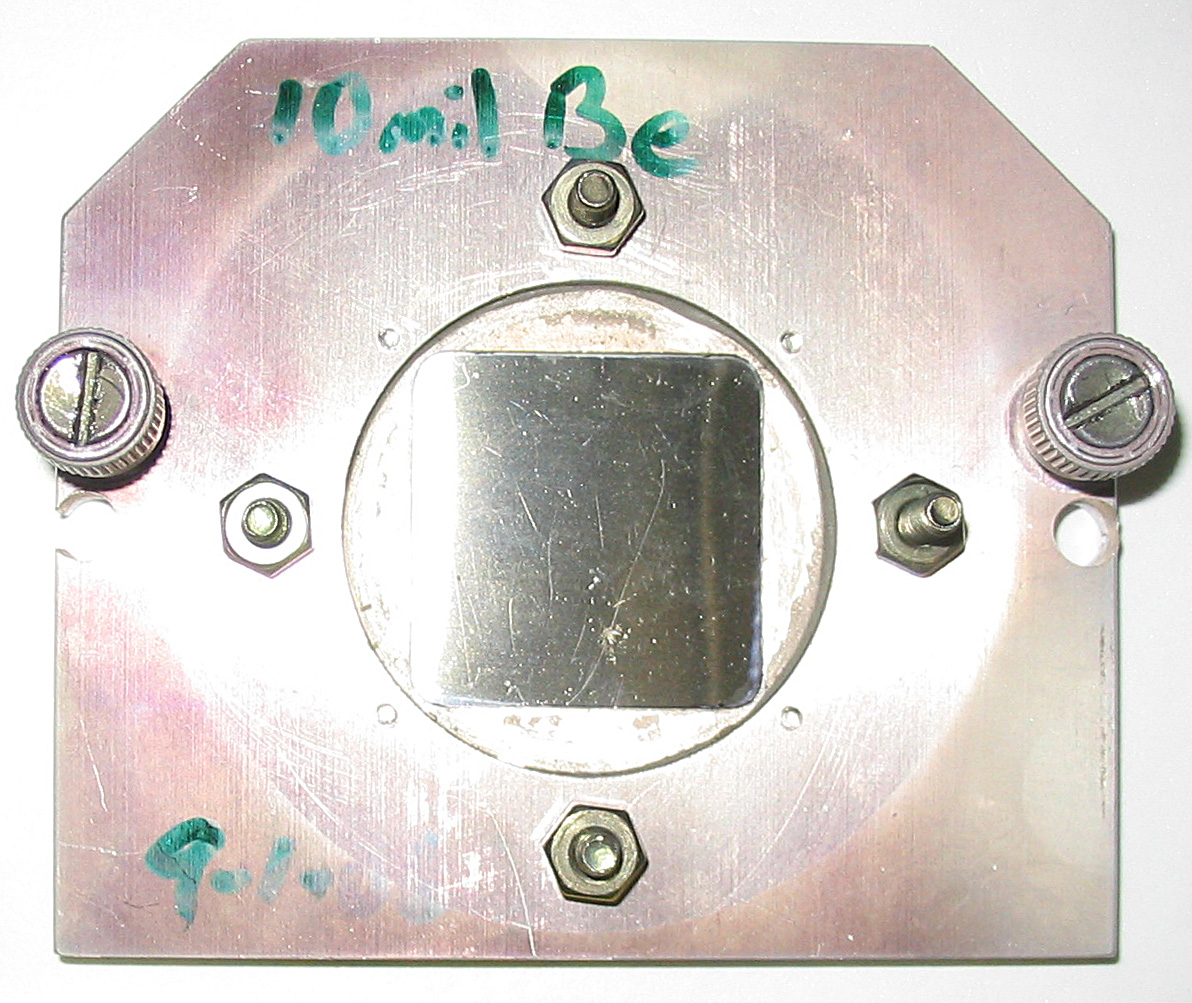
Acél tokra erősített, négyzet alakú berilliumfólia, melyet ablakként használnak egy vákuumkamra és egy röntgenmikroszkóp között. A berillium alacsony rendszáma miatt nagyon jól áthatolható a röntgensugarak számára

Az alacsony rendszáma és a nagyon alacsony röntgensugár-abszorpciója miatt a berillium legrégebbi és még mindig az egyik legfontosabb alkalmazási területe a röntgencsövek sugárzási ablaka. A hibamentes röntgenképek érdekében extrém követelményeket támasztanak az alkalmazott berillium vegytisztaságára vonatkozóan. A röntgendetektorok sugárzási ablakaként vékony berilliumfóliát alkalmaznak, így a rendkívül alacsony abszorpció minimálisra csökkenti a magas intenzitású, alacsony energiájú röntgen (jellemzően szinkrotron) sugárzás melegítő hatását. A szinkrotronsugárzást vizsgáló kísérletekben alkalmazott vákuum-záró ablakokat és sugárcsöveket kizárólag berilliumból gyártják. A különféle röntgenkibocsátást vizsgáló tanulmányokban (pl. energia-diszperzív röntgenspektroszkópia) a mintatartó általában berilliumból készül, mert a berillium által kibocsátott röntgensugárzás sokkal alacsonyabb energiájú (kb. 100 |eV), mint a legtöbb tanulmányozott anyagból kibocsátott.
A berillium alacsony rendszáma viszonylag áthatolhatóvá teszi a fémet a nagyenergiájú részecskékkel szemben is. Ezért a részecskefizikai kutatásokban – mint például a Nagy Hadronütköztető mind a négy detektorában (ALICE, ATLAS, CMS, LHCb), valamint a Tevatronban és a SLAC-ben – a sugárcső ütközési régió körüli részének felépítésére használják. A berillium alacsony sűrűsége lehetővé teszi, hogy az ütközés termékei jelentős kölcsönhatások végbemenetele nélkül érjék el a környező detektorokat; merevsége lehetővé teszi, hogy a csövön belül erős vákuum uralkodhasson, így minimalizálva a gázokkal történő kölcsönhatásokat is. Termikus stabilitása következtében mindössze néhány fokkal az abszolút zéró hőmérséklet felett is megfelelően működik; diamágneses természete pedig megóvja attól, hogy interferáljon a részecskesugarak irányítására és fókuszálására használt komplex többpólusú mágnesrendszerekkel.

### Mechanikai alkalmazásai
Merevsége, kis súlya és széles hőmérséklet-tartománybeli méretstabilitása miatt, a fém berilliumot a védelmi- és az űripar használja fel a könnyűszerkezetekben, nagy sebességű repülőgépekben, irányított rakétákban, űreszközökben, és műholdakban. Számos folyékony-üzemanyagú rakéta fúvókája tiszta berilliumból készül. A berilliumport magát is vizsgálták, mint lehetséges rakéta-üzemanyagot, de ez sosem valósult meg. Kis számban kerékpárvázak is készültek berilliumból. 1998 és 2000 között a McLaren Formula–1 istálló által használt Mercedes-Benz motorokban berillium-alumínium-ötvözet dugattyúk voltak. A berillium motoralkatrészek használatát ezt követően a Scuderia Ferrari nyomására betiltották. A berillium egy korábbi fő alkalmazási területe volt a katonai repülőgépek fékberendezése, a fém nagy keménysége, magas olvadáspontja, és kivételes hődisszipációs képessége miatt. Később környezetvédelmi megfontolásokból más anyagokkal helyettesítették.

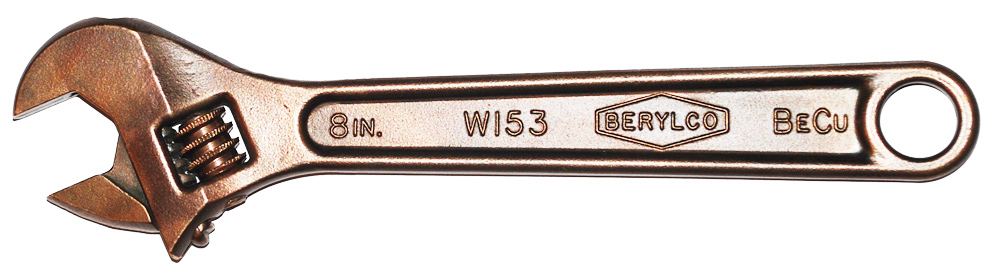
Berillium-réz állítható villáskulcs

A rézhez körülbelül 2% berilliumot adva berillium-réz ötvözet keletkezik, amely hatszor erősebb, mint a réz önmagában. A berilliumötvözeteket számos területen alkalmazzák; a fém rugalmassága, magas elektromos- és hővezetőképessége, nagy szilárdsága és keménysége, nem-mágneses tulajdonságai, jó korrózióállósága és kifáradási jellemzőinek kombinációja miatt. Ezek az alkalmazási területek magukban foglalják a robbanásveszélyes környezetben használt szikramentes szerszámokat (berillium-nikkel); sebészeti műszerekben használt rugókat és membránokat (berillium-nikkel és berillium-vas); illetve a magas hőmérsékleten alkalmazott eszközöket. Folyékony magnéziumhoz mindössze 50 ppm berilliumot ötvözve már jelentősen növekedik az oxidációs ellenállás és csökken a tűzveszélyesség.
A berillium nagy merevsége kiterjedt alkalmazásokhoz vezetett a precíziós műszerek területén, mint például tehetetlenségi navigációs rendszerek és optikai rendszerek támasztó mechanizmusai. Berillium-réz ötvözeteket keményítő adalékként alkalmaztak a Jason dugattyúban, amelyet a hajótest festésének eltávolítására használnak.
A költségek csökkentése érdekében a berillium jelentős mennyiségű alumíniummal ötvözhető, melynek eredménye az AlBeMet (márkanév). Ez az ötvözet olcsóbb, mint a tiszta berillium, miközben megtartja annak kívánatos tulajdonságait.

### Tükör
A berilliumtükrök különös jelentőséggel bírnak. A nagy felületű tükrök gyakran méhsejt tartószerkezettel rendelkeznek, például a meteorológiai műholdak esetében, ahol az alacsony súly és a hosszú távú méretstabilitás kritikus jelentőségű. Kisebb berilliumtükröket használnak az optikai irányítási- illetve tűzvezető rendszerekben, például a német gyártmányú Leopard 1 és Leopard 2 harckocsikban. Ezekben a rendszerekben a tükrök nagyon gyors mozgására van szükség, amely kis tömeget és nagy merevséget követel meg. A berillium tükrön általában kemény elektrolitikus nikkelbevonat található, amely könnyebben csiszolható a megfelelő optikai pontosságra, mint a berillium. Bizonyos alkalmazásoknál azonban a berillium közvetlenül, bevonat nélkül polírozott. Ez különösen érvényes a kriogenikus műveletekre, ahol a hőtágulás miatti elmozdulás a bevonat kihajlását okozza.
A James Webb űrtávcsövön 18 darab hatszögletű, aranybevonatú berilliumszegmens alkotja a tükröt. Az űrtávcső üzemi hőmérséklete 33 K, a berilliumtükrök ezt a rendkívüli hideget jobban elviselik, mint az üveg. A berillium ugyanis az üveghez képest kevésbé deformálódik és húzódik össze. Ugyanezen okból a Spitzer űrteleszkóp optikája teljes mértékben berilliumból készült.

### Mágneses alkalmazásai
A berillium nem mágneses. Ezért a tengerészet, illetve a katonai tűzszerészet berilliumból gyártott szerszámokat használ a tengeri aknák közelében, mert ezekben általában mágneses gyújtószerkezet található. Ezek a szerszámok a mágnesesrezonancia-képalkotó (MRI) berendezések építésekor és karbantartásakor is megtalálhatók, a gép keltette nagy mágneses tér miatt. A rádiókommunikációban és az erős (általában katonai) rádiólokátoroknál berilliumból készült kéziszerszámokkal állítják be az erősen mágneses klisztront, magnetront, haladó-hullám csöveket stb., amiket mikrohullámú sugárzás előállítására használnak.

### Nukleáris alkalmazásai
Időnként atomfegyverekben is alkalmaznak vékony berillium lemezeket vagy fóliákat, a termonukleáris bombák elsődleges szakaszában a plutónium gödör külső rétegeként, a hasadóanyag körül elhelyezve. Ezek a rétegek jó „tolók” a plutónium-239 implóziójához (a robbanás, explózió ellentétes folyamata); ezenkívül jó neutron reflektorok, ahogy például a berillium-moderált atomreaktorokban is.
A berillium gyakran használt elem a laboratóriumi neutronforrások némelyikében, mert viszonylag kevés neutronra van szükség (atomreaktorral, vagy részecskegyorsító-alapú neutrongenerátorral összehasonlítva). Erre a célra berillium-9 céltárgyat, radioizotópból (például polónium-210, rádium-226, plutónium-239, vagy amerícium-241) származó energikus alfa-részecskékkel bombáznak. A végbemenő magreakcióban a berillium atommag szén-12-vé transzmutálódik; illetve egy szabad neutron is kibocsátódik, amely körülbelül ugyanabba az irányba halad, mint az alfa-részecske. Ilyen alfa-bomlás vezérelt berillium-neutronforrásokat (elnevezésük „csibész” (urchin)) alkalmaztak néhány korai atombombában is neutron iniciátorként. Léteznek olyan neutronforrások, amelyekben a berilliumot gamma-bomló radioizotópból származó gamma-sugarakkal bombázzák.
A berilliumot a Joint European Torus (JET) magfúziós kutatólaboratóriumban is használják; illetve a fejlettebb Nemzetközi Kísérleti Termonukleáris Reaktorban (ITER) is alkalmazni fogják a plazmával érintkező komponensek kondicionálására. A berillium a fűtőanyagrudak burkolatának javasolt anyaga; a mechanikai, kémiai és nukleáris jellemzőinek jó kombinációja miatt. A berillium-fluorid az egyik alkotóeleme az FLiBe eutektikus sókeveréknek, amelyet oldószerként, moderátorként és hűtőfolyadékként alkalmaztak a Molten-Salt Reactor Experimentben és annak mintájára számos hipotetikus sóolvadék-reaktorban.

### Akusztika
A berillium alacsony sűrűsége és nagy merevsége alkalmassá teszi nagyfrekvenciás hangszórónak. Mivel a berillium drága (jóval többe kerül, mint a titán), ridegsége miatt nehéz alakítani, és mérgezést okozhat ha rosszul kezelik, ezért a berillium magassugárzókat a high-end home, pro audio, és hangosbemondókra korlátozzák. A berillium jó akusztikai teljesítményének köszönhetően egyes termékekről kereskedelmi okokból azt állítja a gyártó, hogy abból készültek, pedig valójában nem.

### Elektronika
A berillium p típusú adalékanyag (akceptor) a III-V félvezetőkben. Széles körben használják molekuláris sugárepitaxiával (MBE) növesztett anyagokban, ilyen a GaAs, az AlGaAs, az InGaAs és az InAlAs. A keresztirányban hengerelt berilliumlemez kiváló szerkezeti megtámasztást nyújt a nyomtatott áramköri lapoknak a felületszerelt technológiákban. Bizonyos kritikus elektronikai alkalmazásokban a berillium egyszerre funkcionál támaszként és hűtőbordaként. Ezek az alkalmazások azt is megkövetelik, hogy a fém hőtágulási együtthatója jól illeszkedjen az alumínium- és üveg-poliimid borításéhoz. A berillium–berillium-oxid kompozitok, ún. E-anyagokat kifejezetten az elektronikus alkalmazások számára tervezték, és megvan az a további előnyük, hogy a hőtágulási együttható hozzáigazítható a különböző hordozóanyagokhoz.
A berillium-oxid hasznos sok olyan alkalmazásban, amely megköveteli az elektromos szigetelést, a kitűnő hővezetést, a nagy szilárdságot és keménységet, illetve az igen magas olvadáspontot. A berillium-oxidot gyakran használják a távközlésben, a rádióadókban lévő nagy teljesítményű tranzisztorok szigetelő alaplapjaként. A berillium-oxidot tanulmányozták abból a célból is, hogy megnöveljék vele az urán-dioxid fűtőelem pelletek hővezetését. Korábban a fénycsövekben is használtak berilliumvegyületeket, de ezt a gyakorlatot nem folytatták, miután bebizonyosodott, hogy a csöveket összeszerelő munkásoknál berilliózis alakult ki.

## Biztonság
Az emberi szervezetben körülbelül 35 mikrogramm berillium található, de ez a mennyiség nem tekinthető ártalmasnak. A berillium kémiailag hasonló a magnéziumhoz, és ezért helyet cserélhet vele az enzimekben, ezzel azok hibás működését okozva. A krónikus berilliózis egy pulmonális és szisztémás granulomatózus betegség, amit a berilliumpor vagy a vele szennyezett füst belélegzése okoz; mind a rövid idő alatt belélegzett nagy mennyiség, mind a hosszú ideig belélegzett kis mennyiség a betegség kialakulásához vezet. A betegség tüneteinek kialakulása akár 5 évig is tarthat, de a betegek harmada belehal, a túlélők pedig rokkanttá válnak. A Nemzetközi Rákkutató Ügynökség (IARC) a berilliumot és a berilliumvegyületeket első kategóriás rákkeltő anyagként tartja számon.
Kémiai tüdőgyulladás formájában jelentkező akut berilliumbetegségről először Európában számoltak be 1933-ban, majd 1943-ban az Egyesült Államokban is. Egy 1949-ben, az Egyesült Államokban elvégzett felmérés megállapította, hogy a fénycsőgyártó üzemek dolgozóinak mintegy 5%-a a berilliummal összefüggő tüdőbetegségben szenvedett. A krónikus berilliózis sok tekintetben hasonlít a szarkoidózisra, és a differenciáldiagnózis gyakran nehéz. A betegségben halt meg néhány korai atomfegyver tervező, mint például Herbert L. Anderson.
A korai kutatók a berillium és vegyületeinek jelenlétét azok édességének megízlelésével ellenőrizték. A modern diagnosztikai berendezések ma már nem teszik szükségessé ezt a rendkívül kockázatos eljárást, így a rendkívül mérgező anyag még véletlenül sem kerülhet az emésztőrendszerbe. A berilliumot és vegyületeit nagy gonddal kell kezelni, és különleges óvintézkedéseket kell tenni minden olyan tevékenység során, amely a berilliumpor környezetbe jutását eredményezheti (a tartósan lerakódott berilliumpor tüdőrákot okozhat). Bár a berillium vegyületeit 1949 óta nem alkalmazzák fénycsövekben, a berilliumnak való kitettség továbbra is fenyegeti a nukleáris és űripar, a berilliumfinomítók és -kohók, és az elektronikuseszköz-gyárak dolgozóit; illetve mindazokat, akik berilliumtartalmú anyagok kezelésével foglalkoznak.
A közelmúltban sikeresen kidolgoztak, és nemzetközi önkéntes konszenzus szabványként (ASTM D7202) közzétettek egy, a berilliumot a levegőben és a felületeken kimutató eljárást. Az eljárás híg ammónium-bifluoridot használ oldószerként, illetve fluoreszcensen detektálja a szulfonált hidroxi-benzokinolinhoz kötődött berilliumot; ezzel százszor érzékenyebb észlelést biztosít, mint a munkahelyeken ajánlott berilliumkoncentráció határértéke. Az új eljárást sikeresen tesztelték különböző felületeken; illetve hatékonyan viszi oldatba és detektálja a tűzálló berillium-oxidot és szilikátos berilliumot (ASTM D7458).

## Fordítás
- Ez a szócikk részben vagy egészben  a   Beryllium című angol Wikipédia-szócikk fordításán alapul.  Az eredeti cikk szerkesztőit annak laptörténete sorolja fel. Ez a jelzés csupán a megfogalmazás eredetét és a szerzői jogokat jelzi, nem szolgál a cikkben szereplő információk forrásmegjelöléseként.